# Alexis Lebrun
Alexis Lebrun (Montpellier, 27 augustus 2003) is een Frans professioneel tafeltennisser. Hij speelt rechtshandig met de shakehandgreep.
Alexis Lebrun ontdekte tafeltennis toen hij drie jaren oud was. Zijn vader Stephane Lebrun was ooit een Franse top-10 speler en dubbelkampioen van Frankrijk. Zijn oom Christophe Legoût was lid van het Frans nationaal team. 
Zijn jongere broer Félix is eveneens professioneel tafeltennisser.

## Belangrijkste resultaten
- Goud in het enkelspel op de Europese kampioenschappen 2024.
- Goud in het dubbelspel op de Europese kampioenschappen 2024 met zijn broer.
- Zilver met het Franse team op de wereldkampioenschappen 2024.
- Brons in het dubbelspel op de Europese kampioenschappen 2022 met zijn broer.